# Simpsonék karácsonya

Homer, mikulásruhában

A Simpsonék karácsonya vagy Simpson család – a karácsonyi különkiadás (eredeti cím: Simpsons Roasting on an Open Fire) a legelső 20 perces Simpson család epizód. 1989. december 17-én került bemutatásra. Magyarországon 1998. szeptember 23-án mutatta be a TV3 Az epizód produkciós kódja: 7G08. A részt Mimi Pond írta és David Silverman rendezte.

## Történet
Ebben az epizódban Marge megkérdezi a gyerekeit, hogy mit kérnek karácsonyra. Lisa egy pónit kér, Bart pedig egy tetoválást. Marge elviszi őket a bevásárló központba megvenni az ajándékokat. Bart bemegy egy tetováló szalonba, hazudik a koráról és egy "Anya" ("Mother") feliratú tetoválást csináltat. Mikor már a "Moth" elkészült, Marge beront és kiviszi a gyerekét. Elköltötte a család karácsonyi bónuszát, hogy eltávolíttassa Bart tetoválását. Marge Homer karácsonyi bónuszát akarja ajándékokra költeni. Azonban Mr. Burns nem adott senkinek se bónuszt.
Mivel a család pénz nélkül maradt karácsonyra, Homer munkát szerez egy bevásárló központban, télapónak öltözve. Bart elment a bevásárló központba, beült az ölébe, majd szakállát lehúzva felfedte kilétét. Homer 13 dollárral a zsebében távozott. Kapott egy tippet egy biztos befutóra Barney Gumble-től, ezért elmentek Barttal egy agárversenyre. Homer azonban egy másik kutyára fogadott. "Télapó kicsi segédjére" (Más fordításban: "Kis krampusz", eredeti nyelven: "Santa's Little Helper,") tette fel az összes pénzt. Télapó kicsi segédje viszont utolsóként ért célba.
A fogadás elvesztése után Homer és Bart elhagyták a pályát. Ott veszik észre, hogy Télapó kicsi segédjét gazdája kidobja, amiért még egy versenyt elvesztett. Bart megkéri apját, hogy tartsák meg a kutyát, aki végül beleegyezik. Hazamennek, hogy elmondják mindenkinek, hogy idén nem lesz a családnak karácsonya. Azonban Marge és Lisa Télapó kicsi segédjét nézik ajándéknak és az örömtől szóhoz sem jutnak.